# Laurence Charles Binford
Laurence „Laurie“ Charles Binford (* 11. Januar 1935 in Chicago, Illinois; † 21. September 2009 in Agate Harbor, Michigan) war ein US-amerikanischer Ornithologe. Sein Forschungsschwerpunkt war die Avifauna Mexikos.

## Leben
Binford begann bereits als Kind mit der Vogelbeobachtung und führte ab dem Alter von sieben Jahren schriftliche Aufzeichnungen. Sein Interesse wurde von der Mutter und von Vogelbeobachtern aus der Umgebung von Chicago unterstützt. Nach dem Abschluss der New Tier High School in Winnetka, Illinois, im Jahr 1953 studierte Binford an der University of Michigan, wo er 1957 den Bachelor of Science erlangte. Anschließend ging er an die Louisiana State University in Baton Rouge, Louisiana, wo er unter der Leitung von George Hines Lowery forschte. Lowery hatte die Absicht, die Vogelsammlung der Louisiana State University zu erweitern und zog es vor, dass seine Studenten Fächer verfolgten, die dieses Ziel fördern würden. Der Studienschwerpunkt lag dabei auf Mexiko und Mittelamerika. Binford betrieb Feldstudien in Oaxaca, Mexiko, die als Grundlage für seine Dissertation A preliminary survey of the avifauna of the Mexican state of Oaxaca im Jahr 1968 dienten. 
Von 1965 bis 1973 war Binford zunächst Assistenzkurator und anschließend bis zu seiner Pensionierung im Jahr 1989 Kurator für Vögel und Säugetiere an der California Academy of Sciences im Golden Gate Park, San Francisco. Im Januar 1970 gehörte er zu den Mitbegründern der Amateur-Ornithologen-Organisation California Field Ornithologists (seit 1987 Western Field Ornithologists), wo er von 1983 bis 1986 als Präsident diente. Von 1972 bis 1976 war er Verwaltungsratspräsident der Vogelwarte von Point Reyes. Von 1978 bis 1981 war er Sekretär der Cooper Ornithological Society und von 1985 bis 1992 Mitglied des Checklistenkommittees der American Birding Association. 
Zu Binfords Bibliographie zählen Birds of Western North America: Non-passerines (1974), die Monographie A distributional survey of the birds of the Mexican State of Oaxaca (1989) und das Werk The Birds of the Keweenaw Peninsula, Michigan (2006).
1965 beschrieb Binford die Unterart Dendrocolaptes sanctithomae sheffleri des Mexiko-Bindenbaumsteigers und die Unterart Rhynchocyclus brevirostris pallidus des Augenring-Breitschnabeltyranns. 1985 beschrieb er gemeinsam mit Thomas Scott Schulenberg die Grünkappentangare (Tangara meyerdeschauenseei).
1954 wurde Binford Mitglied der American Ornithologists’ Union.

## Dedikationsnamen
1990 benannte Robert William Dickerman die Unterart Grallaria guatimalensis binfordi der Kehlband-Ameisenpitta zu Ehren von Binford.